# Papilio bootes
Papilio bootes är en fjärilsart som beskrevs av John Obadiah Westwood 1842. Papilio bootes ingår i släktet Papilio och familjen riddarfjärilar. Inga underarter finns listade i Catalogue of Life.

## Bildgalleri

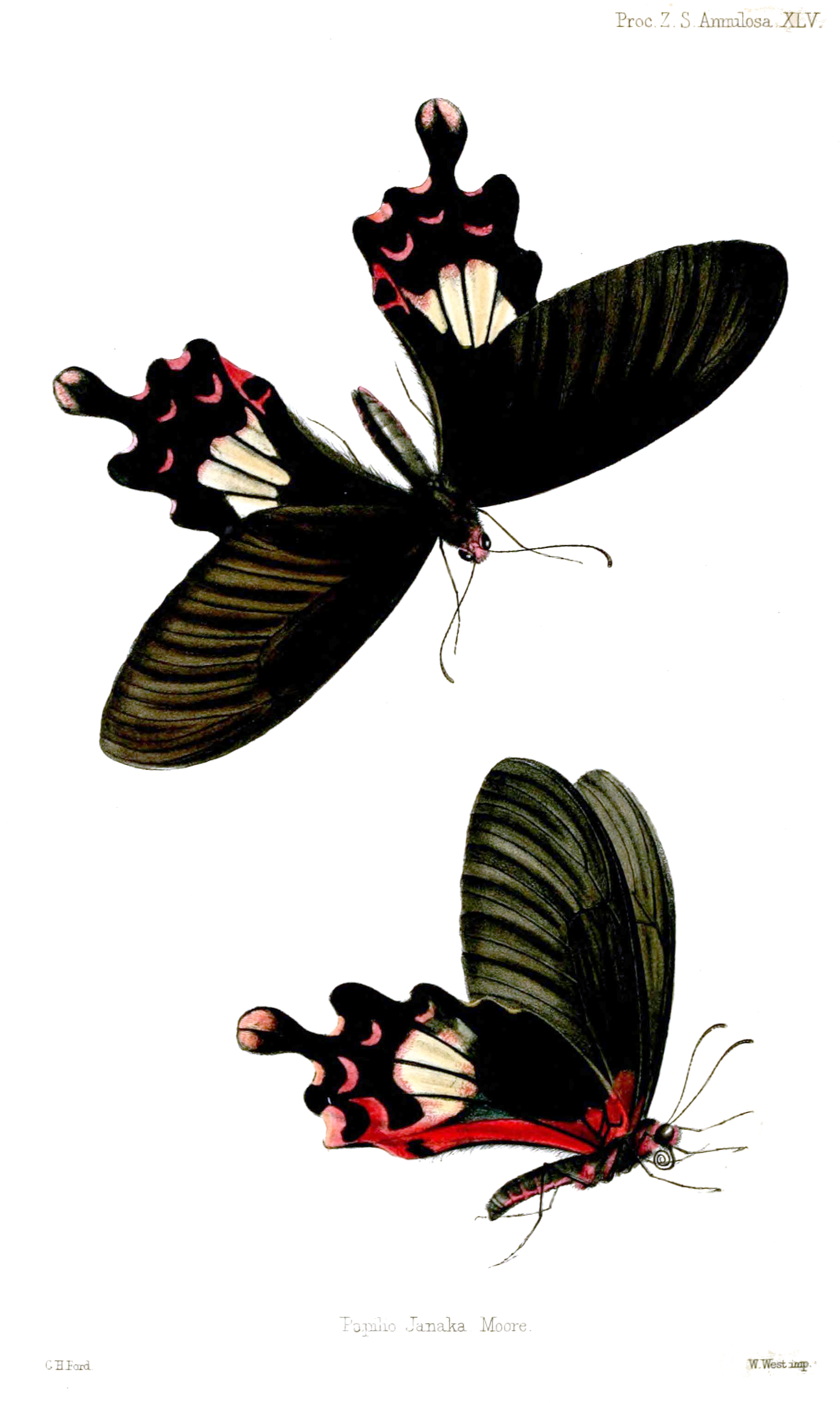
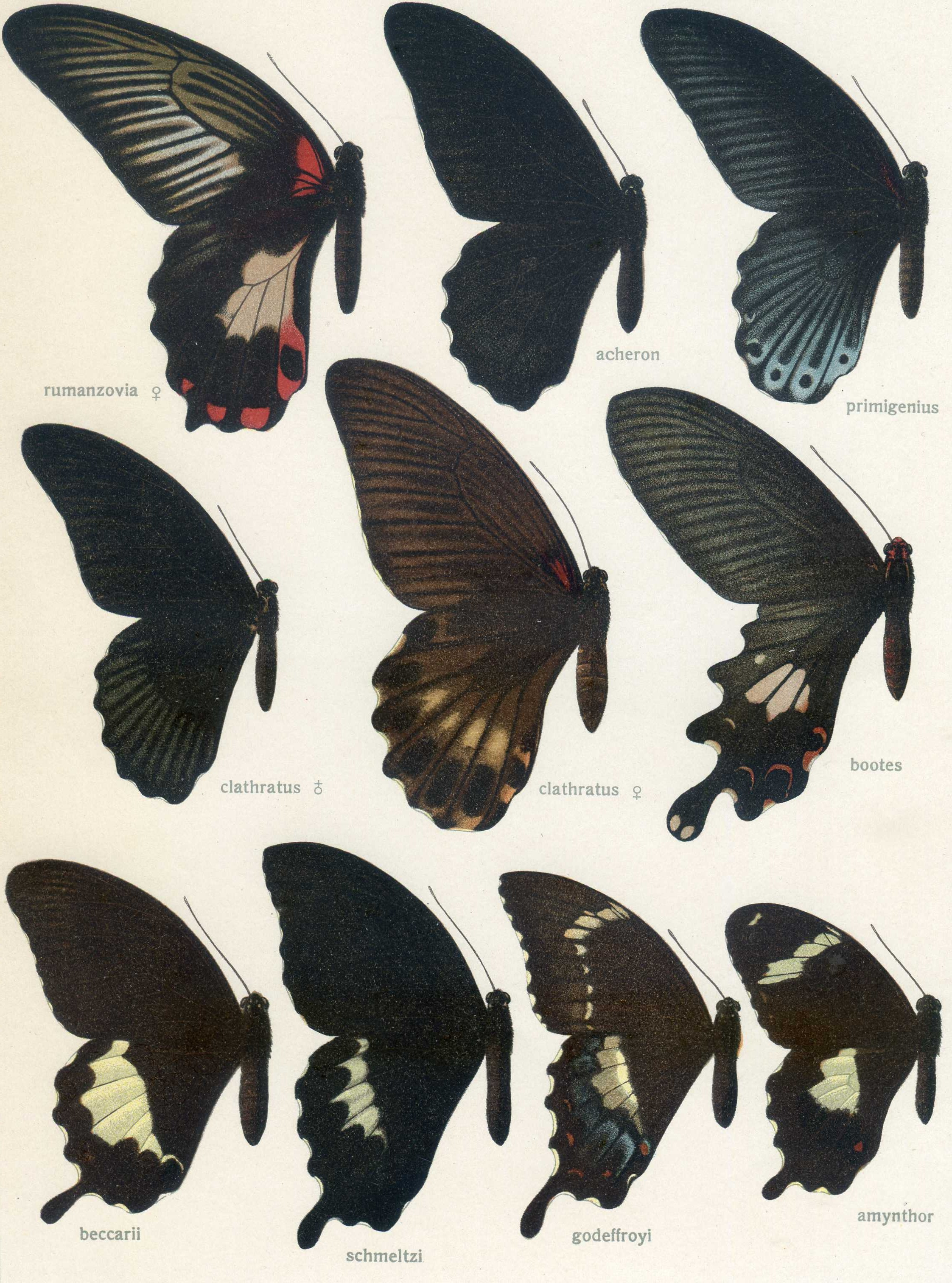
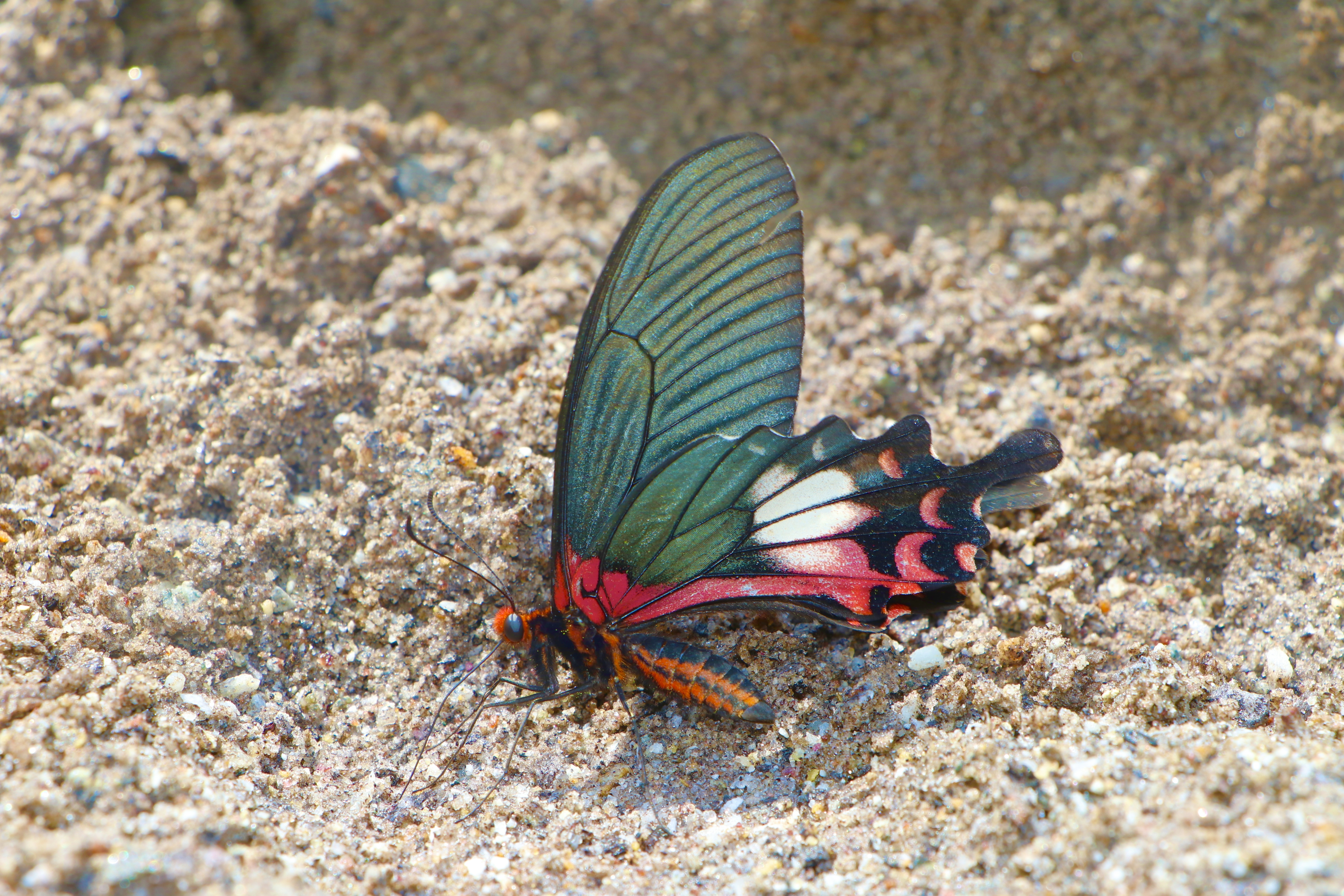